# خسروبیگ
خسروبیگ روستایی در دهستان خسروبیگ از توابع شهرستان کمیجان در استان مرکزی قرار دارد.

## مشخصات منطقه ای
دهستان خسروبیگ طبق تقسیمات اخیر کشوری، از توابع بخش میلاجرد و بخش مرکزی شهرستان کمیجان می‌باشد. این روستا با مختصات جغرافیایی ۳۵ درجه و ۳۶ دقیقه طول شرقی و ۴۷ درجه و ۴۱ دقیقه عرض شمالی در شمال غربی استان مرکزی قراردارد. فاصله روستای خسروبیگ تا مرکز شهرستان ۱۵ کیلومتر می‌باشد.

## جمعیت
طبق سرشماری مرکز آمار ایران، جمعیت خود روستای خسروبیگ در سال ۱۳۹۵ برابر با ۱۶۰۴ نفر بوده‌است و ۴۸۸ خانوار دارد؛ در حالی که دهستان خسروبیگ و روستاهای مربوطه دارای ۳۵۴۰ نفر جمعیت است.